# (33630) Swathiravi
1999 JM76 (asteroide 33630) é um asteroide da cintura principal. Possui uma excentricidade de 0.06224220 e uma inclinação de 6.12433º.
Este asteroide foi descoberto no dia 10 de maio de 1999 por LINEAR em Socorro.